# TvN 조연출 자살 사건
tvN 조연출 자살 사건은 2016년 10월 26일 4시경 대한민국 서울특별시 중구 남대문로 서울역 근처의 호텔에서 채널 tvN의 신입 방송 프로듀서이자 조연출이었던 이한빛(당시 만 27세)이 목을 매 자살한 사건이다. 당초 사고장소는 방송사 근처인 강남구의 호텔로 알려졌지만, 유가족이 그의 시신을 찾아낸 곳은 서울역 출구 근처였다. 《혼술남녀》 프로그램 종방 직후였다.
그의 자살 원인을 찾던 중 근무기간 내내 과도한 업무, 갑질, 권위적인 조직문화 등이 문제가 되었다. CJ, tvN 등에 근무할 때 받았던 각종 폭언과 갑질, 작품 촬영기간 중 휴식시간 문제 등 열악한 근무환경과 열정페이 강요, 등이 드러났고, 사후 그의 사인을 조사하는 과정에서 그의 행방을 찾는 가족에게 항의전화를 한 것과, 근무기간 중 그에게 준 계약금 환수 등 심리적 압박 등이 문제가 되었다. 첫 방송 직전 계약직 다수 및 장비팀 정리해고 후 이한빛 조연출은 그들의 업무까지 다 떠맡았고, 그밖에도 현장 보조, 방송 제반 업무 외에 용역 계약 업무도 맡아보았다. 2008년의 SBS 외주작가 투신 자살 사건과 함께 방송국의 신입작가, 연출 및 방송사 비정규직 직원에 대한 열악한 처우와 갑질 논란을 일으켰다. 당초 이한빛 조연출의 사망 장소는 강남구 호텔로 알려졌으나, 그의 유가족이 그를 발견한 곳은 서울역 근처이다. 목을 맨 현장에는 유서가 있었다.
사망 직후 가족들은 그의 메신저, 문자 메시지, 녹취록 등을 바로 확보하였다. 청년유니온, 민주사회를 위한 변호사 모임 등의 대한민국의 시민단체들은 대책위원회를 조직, 경찰 수사와는 별개로 목격자, 전 직장동료, 친구 및 지인 등에게 증언과 자료를 채록하고 2017년 4월 유가족이 소장하고 있던 녹취록, 녹음기, 메신저 등과 함께 언론에 공개되었다.

## 사고 직전
이한빛 조연출은 1989년 서울특별시 노원구 상계동의 교육자 집안 출신으로, 아버지와 어머니는 모두 중학교 교사로, 아버지는 중등 국어교사, 어머니는 교감이었다. 이한빛은 서울 상경중학교를 거쳐 한때 경상남도 거창군의 거창고등학교에 재학했다. 이후 서울대학교 사회대학 정치학과에 입학했으며, 대학 재학 중 2010년〈이랜드 그룹규탄 성수대첩 : 이랜드 노동자들의 소박한 꿈을 응원하는 사람들〉등의 촬영에 참여했고, 2012년에는〈서울대생들이 본 2012년 총선과 대선전망〉(강원택 편)의 작업에도 제작보조의 한 사람으로 참여했다. 그밖에도 단편 작품의 제작에 참여해 방송문화진흥회 가작(2013), 대학신문 대학문학상 영화평론부문 가작(2016) 등을 시상했다.
2013년 2월 현역 공군에 입대했다. 그때부터 PD 시험을 본격적으로 준비했다. 졸업 후 JTBC 기자직에도 합격했으나 본인이 PD직을 원해 CJ E&M에 입사하게 됐다. 이한빛은 2016년 1월 CJ에 입사했다. 이때 그는 CJ 전략기획부에 배치되었는데, 2016년 2월 CJ C&M의 하부기관인 tvN 방송으로 발령받고 예능국에 배치되었고, 4월 혼술남녀 프로그램 촬영에 참여하였다. 3개월의 OJT 기간을 거쳐 4월에 이미 준비중이던 <혼술남녀>팀에 배속됐다. 그는 현장을 챙기는 업무를 했다. 그러나 계약직 및 다른 직원들의 해고로 그가 나머지 업무까지 다 맡아야 되었다. 방송사의 자료에 의하면 그밖에도 그는 "필름을 관리하고 영수증 처리를 하며 법인카드도 소지했다" 한다. 그에게는 곧 경리 회계업무도 맡겨지게 되었다.

## 경과
첫 방송 직전 계약직 2명과 방송장비팀을 모두 해고했고, 방송 완성도가 낮다는 이유로 계약직들을 대량 해고했다. 이 과정에서 업무를 처리해야 되어 촬영 55일 동안 쉬었던 날은 2일이었다. 대량 해고로 그는 편집도, 영수증 처리도 해야 했으며, 딜리버리도 해야 했다. 그는 또 비정규직 스탭 해고 업무를 특히 괴로워했는데, 이 역시 죽음의 원인으로 지목되고 있다. 그밖에 그에게 이미 해고된 직원들의 이미 지급된 월급여나 계약금을 환급, 환수받는 업무도 부과했다.
고된 노동환경과 폭력적인 사내 분위기 등이 이 조연출의 죽음의 원인으로 지목되고 있다. 이한빛 조연출의 동생 이한솔의 증언에 의하면 "드라마 제작 현장에서 모욕과 과도한 노동에 시달리고 인사 불이익을 당했다" 한다. 그는 비정규직 직원, 스태프 등의 해고 업무와, 그들에게 이미 기지급된 금액 환수, 용역업체 계약 및 해지 업무 등을 동시에 맡아야 했고, 이를 일부 괴로워했다. 한편 그는 자신의 급여 일부를 KTX 해고 승무원, 빈곤철폐연대 등에 기부했다.

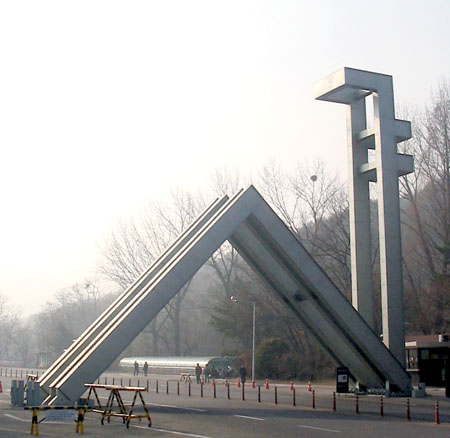
서울대학교 교문

2016년 10월 21일 18시 그는 서울 도봉구 도봉동 집을 나섰다. 2016년 10월 21일 그는 퇴근 후 집에 들어가지 않았고, 전화연락도 되지 않아 가족들은 그의 행방을 찾게 되었다. 그러나 쉽게 찾지 못했다. 그는 그 기간 중 모교인 서울대학교 주변을 배회하기도 했고, 다른 호텔에서 숙식을 해결했다. 이는 뒤에 일부 목격자의 경찰, 언론, 사망대책위 진술과 CCTV 촬영된 화면을 통해 알려졌다. 연락을 끊고 잠적한 기간 동안 이한빛은 집 부근인 상계동과 서울대 근처의 녹두거리를 배회하였다. 서울대입구역 부근에서 그를 봤다는 이도 있고 녹두거리에서 그를 봤다는 이도 있었다. 한때 그의 위치가 강남구의 한 호텔로 알려져 수색했지만 찾지 못했다.
10월 25일에는 회사로부터 연락 두절 연락이 왔고, 일부 가족과 친지들이 그의 행방을 찾으러 나간 사이 10월 26일 방송국 직원이 노원구 상계동의 그의 집을 방문해 그의 어머니를 만났다. tvN 방송사 직원은 그의 근무 태도가 문제라고 지적했다. 10월 25일 오후 회사 인사과 직원이 이 PD의 어머니에게 연락했다. 아들이 무단결근 중이라고 했다. 바로 동네 지구대에 실종 신고를 했다. 10월 26일 아침 그의 어머니는 일찍 회사를 찾았다. 1시간 뒤 한 선임 PD가 나타났다. 그는 아들을 1시간 동안 비난했다. 이 조연출 어머니는 “1%도 좋은 얘길 하지 않았어요. 처음부터 끝까지 애가 ‘불성실했다, 계약직을 무시했다, 갈등이 너무 컸다, 같이 일하는 게 너무 힘들었다’는 얘기를 했어요. 그래서 저는 제가 모르는 한빛이가 있나, 집에서랑 달랐나 생각했어요.”라고 상황을 설명했다. 이한빛의 동생의 증언에 의하면 "형의 생사가 확인되기 직전, 회사 선임은 부모님을 찾아와서, 이한빛 PD의 근무가 얼마나 불성실했는지를 무려 한 시간에 걸쳐 주장했다" 한다.

## 사고 직후
2016년 10월 26일 4시경 이한빛 조연출은 서울특별시 중구의 한 호텔 객실에서 목을 매 숨진 채 발견되었다. 현장에는 몇 장의 유서가 있었고, 그의 동선을 추적하던 그의 가족, 지인들에 의해 발견되었다. 그가 참여하던 프로그램 혼술남녀의 촬영이 종영되기 3일 전인 10월 21일 연락이 두절되었고, 장기간의 연락두절에 그의 가족들은 행방을 찾기 시작하였다. 한편 10월 25일 TvN에서도 그의 집에 연락을 했다. 10월 21일 실종됐지만 회사는 이 사실을 가족들에게 10월 25일에서야 알렸다. 실종 당시 회사 관계자는 고인의 어머니를 찾아가 그를 업무 부적격자로 몰았다. 이 과정에서 사과나 해명보다는 이 조연출에 대한 공격이 주 내용이었다. 이한빛 조연출의 생사가 확인되기 직전, 회사 선임은 그의 부모를 찾아와서, 이한빛 PD의 근무가 얼마나 불성실했는지를 무려 한 시간에 걸쳐 주장했다고 밝혔다. 당시 그의 어머니는 그 자리에서 회사 직원에게 사과했고, 몇 시간 뒤 고인의 죽음을 확인한 것으로 알려졌다.
그가 간 곳은 강남구의 한 호텔로 알려졌다. 그러나 CCTV 등과 차량 CCTV, 그 밖에 목격자들을 찾던 중 10월 26일 서울역 근처에서 그의 행적이 촬영되어 동선이 파악됐고, 이PD의 아버지와 지인들은 그날 서울역 근처의 호텔을 찾아다니며 투숙자 명단을 찾던 중, 서울역 주변의 한 호텔에서 투숙객 중 그의 이름이 있었고 바로 가족에 의해 발견되었다. 그러나 그는 이미 사망한 상태였다. 경찰 조사 결과 자살로 잠정 결론내려졌다.
유서에서 그는 "하루에 20시간이 넘는 노동을 부과하고 두 세 시간 재운 후 다시 현장으로 노동자를 불러내고, 우리가 원하는 결과물을 만들기 위해 이미 지쳐 있는 노동자들을 독촉하고 등 떠밀고 제가 가장 경멸했던 삶이기에 더 이어가긴 어려웠어요."라고 기술하였다.
2016년 11월 청년유니온, 민주사회를 위한 변호사모임 등 17개 시민사회단체로 꾸려진 ‘<혼술남녀> 신입 조연출 사망사건 대책위원회’가 구성되었다. 이들은 6개월간에 걸쳐 그의 사망 원인을 조사하였다. 회사에서는 그의 죽음을 그의 문제라 주장했고, 유족측은 메신저와 녹취록 등을 공개했다. 고인의 죽음 두 달이 지나 회사로부터 서면 조사 결과를 받았지만, 여기에는 “학대나 모욕행위는 없었던 것으로 확인됨”이라고 쓰여 있었다. 이 조연출 남동생에 의하면 회사 쪽은 문제가 있었다면 고인의 ‘근태 불량’이라고 거듭 주장했다고 밝혔다.
회사와의 협조를 통한 진상 조사가 불가능하다고 판단한 뒤 이 조연출의 남동생은 직접 발품을 팔아 <혼술남녀> 제작과정에 참여했던 개개인을 찾아다녔다. 이 조연출의 동생 이씨는 "다행히도 몇몇 사람들은 죽음을 위로하고자 증언에 참여해줬다."고 밝혔다. 그밖에도 대책위 등은 경찰 조사와는 별개로 목격자, 함께 근무했던 직원, 이한빛 조연출의 친구와 지인들 등을 조사했다. 가족 자체 조사에 참여한 친구 이○○ 등은 후에 한겨레에서도 취재하였고, 그밖에 대학 친구 권준희씨, 옛 스터디모임 친구 박수정씨, 군대 선임 김○○씨, <혼술남녀> 제작에 참여한 외주업체 관계자를 취재하였다. 또한 17개의 시민사회단체는 경찰 수사와 별개로 목격자, 지인 등을 찾아다니며 자료를 수집했다. 유가족이 소장하고 있던 녹취록, 녹음 내용, 메신저 등과 내용이 일치했고 이는 2017년 4월 10일경 이후에 공개되었다. 2017년 4월 유가족과 시민단체(청년유니온) 측은 방송사의 부당노동행위를 문제제기하였다. 고용노동부 등 노동당국은 이번 내사 과정에 참여하고 부당노동행위 정황을 조사하였다.

## 논란과 문제점

### 비정규직 해고 담당업무 부여
2016년 8월 tvN방송국에서는 이한빛 조연출에게 방송 비정규직 직원들의 해고담당 업무를 부여했다. 이 조연출은 비정규직 해고업무를 받았지만 괴로워했다. 친구 박모는 "친구가 위태로워 보이기 시작한 건 2016년 8월부터였다"고 밝혔다.
그는 친구 박모와의 연락을 주고받으면서 괴로움을 호소했다. 친구 박모는 경찰, 언론 증언에서 "2016년 8월 어느 날 새벽에 친구가 답답함을 토로하며 메시지를 보냈다. 윗선에서 지금까지 촬영된 드라마를 보고 변화의 계기가 필요하다며 비정규직 스탭들을 해고했다는 내용이었다"며 "비정규직 스탭들은 계약금까지 토해내야 한다고 했다. 친구는 책임을 져야 하는 건 연출부인데 왜 비정규직이라는 이유로 스탭들이 희생양이 돼야하냐"고 진술했다. 비정규직 직원들의 해고 업무를 맡기면서도 별다른 조언이나 도움은 없었다. 친구 박모씨에 의하면 "친구는 '누구 누구 자를까'하는 회의에서 한 마디도 못(안) 하는 막내 PD라 미안하다고 사과를 했다" 한다.

### 계약직원 선입금 환수 업무
그에게는 방송사 계약직 직원들 중 해고된 직원들의 월급, 선입금을 돌려받는 역할을 부여했다. 일정 근로 기간을 체결한 뒤, 중간 급여일에 지급되는 급여, 계약 즉시 지급되는 계약금 등으로, 해당 근로자가 중도에 퇴사나 해고되면 그것을 돌려받는 것이었다. 이한빛 조연출의 아버지는 "비정규직의 애환을 모를 리 없는 한빛이에게는 너무 가중한 업무였던 셈"이라며 "회사는 그런 한빛이를 일 못하는 X으로 치부한 듯싶다"고 전했다.

계약직 해고업무 외에도 그는 해고된 직원들에게 기 지급된 급여, 계약금 등을 독촉해서 환수받아야 했다. 이한빛 조연출의 아버지는 "당시 아들이 '혼술남녀'에서 해고된 계약직 스태프의 선입금을 돌려받는 역할을 했다"고 밝혔다. 그러나 일부 스태프, 계약직 직원들 중에는 빚 청산, 전세금 등 개인 생활비로 쓴 상태였다. 이 PD의 아버지는 "직원 중 대부분은 받은 돈을 빚을 갚거나 전세금을 넣는 등 이미 써버린 경우가 대부분이었다. 아들은 이들에게 돈을 달라는 말을 제대로 못한 듯싶다"고 증언했다. 금액을 독촉하는 회사와 금액을 자의 혹은 타의로 반납못하는 계약직원 사이에서 그는 갈등하였다.
이PD 아버지의 경향신문과의 인터뷰에서 밝힌 내용은 "아들은 <혼술남녀>에서 해고된 계약직 스태프의 돈을 돌려 받는 역할을 했다. 신입이기에 그런 역할을 한 것 같다. 예를 들어 촬영감독의 임금이 1억원이라면 선지급금이 5000만원 정도다. 촬영이 1/4가량만 진행되고 해고됐으므로 2500만원을 돌려 받는 역할을 한 것이다. 하지만 이들 스태프 대부분은 받은 돈을 빚을 갚거나 전세금을 넣는 등 이미 써버린 경우가 대부분이었다. 아들은 이들에게 돈을 달라는 말을 제대로 하지 못한 듯 싶다. 그런 부분에서 얼마나 스트레스를 받았겠나."라고 밝혔다.
계약직을 계약 해지하고 그 돈도 계약금도 다시 회수해야 되고, 이미 렌트비나 이런 걸로 CJ한테 받은 돈들을 지출했던 상황인데 그 돈을 다시 회수해야 되었다. 그는 이 업무에 계속 관여하게 되었다. 이 과정에서 그는 양자 사이에서 갈등, 업무 스트레스에 시달렸다. 동시에 그는 비정규직 해고 문제를 괴로워했다. 지인들에게 밝히기를 그는 "자기는 관리자로서 그걸 막지도 못하고 그렇다고 자기가 적극적으로 저항하면 결국은 회사에서 '갈굼'이나 눈밖에 나는 상황이잖아요. 그게 너무 애매했다."고 밝혔고, 이는 그의 유서들에도 드러났다.
그 외에도 이한빛 조연출은 용역업체와의 계약 업무도 맡아보았다. 외주업체에 대한 계약 해지도 그가 담당하게 되었다.

### 열악한 근무 여건
근무 중 제대로 된 휴식시간이 보장되지 않는 문제도 제기되었다. 그는 프로그램 촬영기간 중 촬영 55일에 딱 이틀 쉬었다. 이한빛 조연출은 "(혼술남녀) 촬영에 들어간 후 새벽에 들어와 2시간 뒤에 다시 출근"했다. 또한 "드라마 제작 현장에서 모욕과 과도한 노동에 시달렸다"는 진술도 있었다.
당초 신입 PD 조연출은 4명이 있는데 2명씩 2교대로 근무했다. 그런데 계약직 직원들을 해고한 뒤에도 혼자, 소수의 인원이서 나머지 분량을 촬영, 제작, 검토하는 작업과 계속된 밤샘 근무, 그리고 단기간에 처리해야 하는 환경에 처해졌다. 첫 방송 직전에 계약직 촬영 2명, 장비팀이 대량 교체되었다. 당시 <혼술남녀> 제작팀은 방송 작품의 완성도가 낮다는 것을 이유로 첫 방송 직전 계약직 다수를 정리해고 했고, 해고를 담당했던 그는 이것을 괴로워했다. 이한빛 조연출은 해고 업무와 이미 기지급한 월급, 계약금 반환업무도 맡았다.
CJ E&M은 유족 측에게 발송한 2016년 12월 27일자 1차 회신문에서 “제작일지를 별도 작성하지 않아 고인의 정확한 출퇴근 내역을 확인할 수 없다” “촬영 준비, 촬영장 정리, 데이터 딜리버리, 정산·편집 업무 등은 고인에게만 배정된 업무는 아니었다” “연출부 구성원을 상대로 조사한 결과 고인의 근태 불량을 상급자들이 지적했고 동료들에게 피해가 발생해 그 불만과 개선 필요성을 고인에게 전달한 적은 있지만 고인을 왕따시키거나 갈등이 장기간 지속된 심각한 상황은 아니었다”고 해명했다고 대책위는 밝혔다.
그러나 계약직 및 스탭 등의 대량 해고와 장비팀 해고 등으로 그는 현장보조뿐만 아니라 영수증 처리, 딜리버리 등 없어진 소품팀의 대부분의 일들까지 맡게 되고 거기에 현장 준비랑 기획까지 맡게 되었다. 계약직 직원들의 정리해고로 촬영 기간이 짧아져 70분짜리 드라마 2편을 1주일 동안 생방송처럼 제작하였다. 특정 시점 이후, 이한빛 피디는 딜리버리 촬영준비, 영수증정리, 현장준비 등 팀이 사라질 경우 그 업무를 모두 일임하는 구조에서 도맡아 일했다. 업무가 과중될 수밖에 없어서 촬영 55일 동안 쉬었던 날이 딱 이틀로 확인되었다. 그는 주말에도 쉬지 못했고, 현장에 이미 해고된 직원의 몫까지 처리해야 되었다. 그의 어머니의 목격담에 의하면 그는 퇴근하여 집에 도착한 뒤에 2시간 후에 다시 출근하기도 했다.
2017년 4월 19일 오전 청년유니온 위원장 김민수는 라디오 채널 CBS방송과 ‘김현정의 뉴스쇼’와 인터뷰에서 "밤과 아침이 바뀌고, 잠들지 못하고 바로 그냥 아침에 와버리는 그런 상태를 가지고 드라마 제작하시는 분들은 디졸브라고 하는데 이한빛 PD는 디졸브 상태를 계속 경험했다"고 지적했고, 이어 "CJ E&M이 보유한 채널이 tvN, OCN, 이런 회사들의 매출액이 1조 5000억인데 정작 현장에서 제작하는 종사자들은 비인간적으로 일하고 있다"고 비판했다.
일각에서 이한빛 조연출이 비정규직 노동자를 무시해서 갈등을 야기했다는 의혹을 제기했지만, 대책위는 그의 활동과 관심사를 근거로 들어, 이 조연출이 비정규직 노동자를 무시했다는 주장은 사실과 다르다고 반박했다. 조사 과정에서 비정규직 노동자를 무시해 갈등을 초래했다는 선임 PD의 진술에 대해 대책위는 "고인은 청년 문제와 비정규직 문제에 관심이 많았다. 입사해 받은 급여 대부분을 416연대, KTX 해고 승무원, 빈곤철폐연대 등에 기부했다. 고인이 비정규직과 마찰을 일으켰다는 주장은 말이 되지 않는다"며 반론을 제기했다. 그 외에도 이한빛 PD는 인사 불이익도 당했다.

### 노력과 열정페이 강요
녹취록, 대화 내용 중에는 갑질, 폭언, 욕설, 비방 이외에도 노력, 열정페이와 비슷한 주문도 있었다.
| “ | 이 회사에 정직원이고 씨제인이고 하면 니가 일을 더 해야 돼…. 진짜 한 대 후려갈길 뻔했다. 너 퇴사에 대해 고민하고 있으면 퇴사를 해야겠다고 생각했으면 지금 나가라. 일이 몰리긴 뭘 몰려. 원래 신입사원은 그런 일 하는 거야. | ” |
|   | — 2016년 10월1일 한 선임 PD와의 대화 |   |

| “ | 야, 이한빛 정신 안 차리냐. 현장에서 뭘 어떻게 하길래 스태프들에게 이야기가 자꾸 나오는데. 아침에 내가 그 지랄 하는데 쌩까고 지나가냐? 생각할수록 ×나 열 받네. …앞으로 남는 촬영 방송 기간 동안 진짜 꼬투리 잡힐 짓 하지 마라. | ” |
|   | — 한 선임 PD가 조연출부 카카오톡 단체방에 쓴 메시지 |   |

그는 업무 스트레스를 호소할 곳이 없었고, 계약직 직원 해고 업무, 급여 환수 업무, 용역 업무 외에도 도리어 열정페이 비슷한 요구를 강요당했다.

### 갑질, 폭언 논란
근무 기간 중 그에게 가해진 폭언, 욕설, 비아냥 등이 있었다. 이 조연출의 메신저, 그밖에 그가 사전에 준비했던 녹취록 등에 폭언, 욕설, 비아냥 등이 고스란히 저장되어 있었다. 2017년 4월 그의 유가족은 공개한 메신저 대화, 녹취록을 공개했다. 그런데 이 조연출의 메신저 대화 내용, 녹취록 등에는 이 PD를 향한 욕설과 비아냥 등이 담겨있었다.
그의 동생은 언론 인터뷰에서 "지각한 날이나 이런 날은 정말로 개xx 이런 비속어들도 한 7명이 있는 카톡방에서 그랬는데. 문제는 그러면 다른 사람들에게 똑같이 그랬냐. 그런 것도 전혀 아니라는 거죠. 그리고 모든 대화들을 되게 비꼬면서 얘기한 것이 계속 확인이 된다."고 밝혔다. 그러나 이한빛 조연출의 입장을 고려하는 직원은 없었다. 그는 결국 자신의 괴로움을 박모 등 자신의 친구 몇명과 남동생에게 일부 털어놓았다. 이들은 그가 생전에 일부 털어놓은 내용과, 녹취록, 메신저, 편지 등의 내용이 일치함을 확인했다. 한편 시민단체도 별도로 나서서 현장 목격자들 중 일부 증언에 협조해준 직원, 계약직들에게서 상황 설명을 들었는데 내용은 거의 유사하였다.
2016년 12월 이한빛 조연출의 사망 2개월 후 유가족은 회사에 서면 조사 결과를 받았는데, 여기에는 “학대나 모욕행위는 없었던 것으로 확인됨”이라고 쓰여 있었고, 회사 쪽은 문제가 있었다면 고인의 ‘근태 불량’이라고 거듭 주장했다. 그러나 유가족이 확보한 메신저, 녹취록에는 이 조연출에 대한 폭언과 인신모욕적인 내용이 있었다. 이한빛의 동생은“형이 남긴 녹음파일, 카톡 대화 내용에는 수시로 가해지는 욕과 비난이 가득했다.”고 공개했다. 다른 직원들의 지각이나 근태 문제와는 달리 이PD에게는 지각, 근태 문제 등으로도 시비를 걸거나, 문제제기가 되었다. 그러나 그는 무단결근은 하지 않았고, 사직서, 사표를 내지 않았다.
CJ E&M 측은 "연출팀 내에서 갈등이 없진 않았으나 이는 고 이한빛 PD의 성격, 근무 태만의 문제이며, 이례적인 수준의 따돌림, 인권 침해는 없었다. <혼술남녀>의 근무 강도가 타 프로그램에 비해 특별히 높은 편은 아니었다"고 반박했다. 대책위 등은 CJ E&M 측의 이 같은 반박에 대해 "고인이 몇 번 현장에 지각한 적은 있으나 이는 고강도 노동이 지속하는 드라마 촬영 현장에서 흔히 발생하는 수준이었으며, 단체 카톡창 대화를 보면 다른 조연출이 지각했을 때는 부드럽게 넘어가다가, 고 이한빛 PD가 지각했을 때는 지나치게 몰아세우는 내용을 확인할 수 있다"며 의혹을 제기했다.
실종 당시 회사 관계자는 고인의 어머니를 찾아가 그를 업무 부적격자로 몰아가기도 했다. 이PD의 아버지는 "일 못하는 X으로 치부한 듯싶다"고 증언하기도 했다. 한편 이한빛 PD는 직무관련 고충을 누구에게도 털어놓지 못했다.

### 차별대우 문제
같은 수준의 과실, 근태 등에 대해서도 그에게만 폭언과 욕설이 지속되었다. 이는 타 직원과의 차별에 대한 문제가 제기되었다. 지각한 날이면 7명이 있는 카톡방에서 ‘개XX’라는 비속어가 나왔다. 문제는 다른 사람들에게 똑같이 그런 것도 전혀 아니다. 이 조연출의 유가족과 시민단체가 카톡 대화 내용, 메시지 내용 등을 확인, 분석한 결과 다른 직원의 지각, 근태에 비해 이한빛 조연출의 지각, 과실, 근태에 욕설과 모욕적인 언어, 비꼬는 언어들이 비교적 많이 나타났다.

## 항의 방문과 사측의 사과
2017년 4월 24일 오전부터 고인의 어머니 및 대책위 관계자들이 서울 마포구 상암동 CJ E&M 사옥 앞에서 기자회견 및 항의집회를 시작하였다. 2017년 6월 14일 CJ E&M은 유가족 등에게 정식으로 사과하였다.
10월 17일 그의 사망 1주기 무렵 그가 다녔던 서울대학교 사회과학대학에서 1주기 추모제 겸 추모문화제 '빛이 머문 시간, 빛이 채울 내일'이 진행되었으며 이한빛 조연출의 가족과 친구들, 청년유니온, 민주사회를 위한 변호사 모임 등의 시민단체, 그밖에 그를 추모하는 일반 시민 150명이 모여 그를 추모하였다. 같은 날 서울대 사회과학대 강당에서는 이한빛 추모법인이 결성, 조직되었다.

## 기타
그의 아버지는 2017년 4월 경향신문과의 인터뷰에서 "군대문화, 비윤리적인 문화가 판치는 방송환경 뿐만 아니라 대기업이 스스로 변화해야 이런 사태가 더 이상 생기지 않는다. 분명한 건 자살이 아니다. 사회적 죽음이다. 타살이다. 아들의 죽음 후에도 그들은 인간적인 태도를 보이지 않았다."며 분개했다. 동생은 언론 레디앙과의 인터뷰에서 “저희는 tvN이나 CJ 측에 돈을 요구하지도 않았고, 진심어린 사과와 형과 같은 사람이 다시는 반복되지 않도록 재발방지 대책을 세우는 게 형이 원했던 이런 드라마 세계에 던지고 싶었던 메시지였다고 생각한다. 형은 사람을 물건으로 다루는 행태들의 근본적인 원인이 고쳐질 수 있길 바랐기 때문에 유족들도 (진심어린 사과와 재발방지대책을)바라는 바이고, 그게 형의 명예를 회복하는 일이라고 생각한다 ”고 밝혔다.
이PD의 유가족들 등은 CJ E&M tvN 측에 이PD의 명예회복을 요구했으며, 참여연대와 청년유니온, 한빛 친구, 민변 변호사, 국회의원 등은 대책반을 구성, 이 조연출이 근무하던 회사에 진상조사를 요청하였다. 장례식은 서울대병원 장례식장에 빈소를 마련했다. 이때 CJ 관련자들의 문상은 받지 않았고, 서울대 학생 약 2천여 명 정도가 참석했다.
2017년 4월 사망사건 대책위원회는 <혼술남녀>의 제작환경에 대해 “장시간 고강도 노동이 이뤄지고 권위적이고 폭력적인 곳”이라고 말했다. 대책위 측은 “꿋꿋하게 버티던 이PD가 자살을 택했지만 회사는 고인의 죽음이 개인이 나약해서 죽은 것이다고 하면서 고인의 명예를 훼손하고 있다”고 덧붙였고, 동시에 CJ E&M 측에 사과를 요구했다. 그의 사례 외에도 청년유니온 등의 공동대책위가 2016년 11월부터 2017년 4월까지 조사한 바에 의하면 방송 관련 근무환경 중 "관리 실태 조사나 연구 같은 것들 살펴보면 드라마 제작 환경에서 어떤 인격 모욕적 발언이라든지 욕설을 경험하는 비율이 약 70에서 80% 정도"로 "군대식 조직문화 '까라면 까', 위에서부터 내려오는 '갈굼', 이런 문화들이 너무 팽배해져 있는 것"이 확인되었다.

## 같이 보기
- tvN
- 갑질 / 을질 / 역 갑질
- 파워 하라스먼트
- SBS 외주작가 투신 자살 사건
- 직권남용
- 심리적 학대
- 과로 자살
- 노력

## 참고 자료
- 혼술남녀 이한빛PD 자살...유가족 “과도한 모욕과 노동...인사 불이익 당해
- CJ E&M 대표, ‘혼술남녀’ 고 이한빛PD 사망 공식사과 한겨레 2017년 6월 15일자
- 이한빛 PD가 떠나고 ‘이한빛들’을 위하여
- [포토] 오열하는 고 이한빛 PD 어머니 JTBC 2017.04.24.
- 청년의 죽음이 남긴 메시지, 고 이한빛 PD 추모법인 출범 오마이뉴스 2017.10.27.